# IC 4180
IC 4180 ist eine linsenförmige Galaxie vom Hubble-Typ SB0/a mit aktivem Galaxienkern im Sternbild Hydra südlich der Ekliptik. Sie ist schätzungsweise 127 Millionen Lichtjahre von der Milchstraße entfernt und hat einen Durchmesser von etwa 35.000 Lichtjahren.
Im selben Himmelsareal befinden sich u. a. die Galaxien NGC 4968, NGC 4970, NGC 4993, IC 4197.
Das Objekt wurde am 27. Februar 1898 von Lewis Swift entdeckt.